# Caubios-Loos
Caubios-Loos (okzitanisch Cauviòs e Lòs) ist eine französische Gemeinde des Départements Pyrénées-Atlantiques mit 675 Einwohnern (Stand: 1. Januar 2022) in der Region Nouvelle-Aquitaine. Sie ist Teil des Kantons Terres des Luys et Coteaux du Vic-Bilh (bis 2015: Kanton Lescar) im Arrondissement Pau. Die Einwohner werden Caubiosiens genannt.

## Geografie
Caubios-Loos liegt am Fuß der Pyrenäen zwölf Kilometer nordnordwestlich von Pau im Weinbaugebiet Béarn. Umgeben wird Caubios-Loos von den Nachbargemeinden Aubin im Norden und Westen, Bournos im Norden und Nordosten, Doumy im Nordosten, Sauvagnon im Süden und Osten sowie Uzein im Süden und Westen.

## Bevölkerungsentwicklung
| Jahr                      | 1936 | 1946 | 1954 | 1962 | 1968 | 1975 | 1982 | 1990 | 1999 | 2006 | 2013 |
| ------------------------- | ---- | ---- | ---- | ---- | ---- | ---- | ---- | ---- | ---- | ---- | ---- |
| Einwohner                 | 215  | 200  | 213  | 203  | 209  | 213  | 278  | 349  | 411  | 464  | 509  |
| Quelle: Cassini und INSEE |      |      |      |      |      |      |      |      |      |      |      |

## Sehenswürdigkeiten
- Kirche Saint-Jean-Baptiste